# سان هاوس
سون هاوس (انگلیسی: Son House؛ ۲۱ مارس ۱۹۰۲  – ۱۹ اکتبر ۱۹۸۸) موسیقی‌دان بلوز اهل ایالات متحده آمریکا بود. وی بین سال‌های ۱۹۳۰ تا ۱۹۷۴ میلادی فعالیت می‌کرد.
از فیلم‌های معروف او می‌توان به بازی در فیلم ناله مار سیاه اشاره کرد.